# Peter Brötzmann
Peter Brötzmann (Remscheid, 6 marzo 1941 – Wuppertal, 22 giugno 2023) è stato un sassofonista e clarinettista tedesco. Ebbe una grande influenza sul Free jazz europeo.

## Biografia
Dal 1959 al 1964 studiò all'accademia di Wuppertal pittura e grafica pubblicitaria, iniziando a suonare il sax tenore e il clarinetto in alcune formazioni dixieland e swing.
Nel 1963 iniziò a collaborare con il movimento di avanguardia Fluxus e divenne un sassofonista sperimentale, che occasionalmente suonò anche il clarinetto e il tárogató. In particolare grazie a lui venne data nuova attenzione al sassofono basso, altrimenti impiegato di rado. Per il suo modo di suonare pronunciato ed energico fu coniato nei circoli di Free Jazz l'aggettivo "brötzen" e sempre per i colleghi del Free Jazz il suo album Machine Gun fu uno dei lavori più provocanti della storia jazz europea. Brötzmann fu uno dei fondatori della casa Free Music Production di Berlino.
Dal 1981 collaborò sporadicamente con Bernd Klötzer. Nel 1986 divenne membro del gruppo di rumore jazz Last Exit di Bill Laswell insieme a Sonny Sharrock e Ronald Shannon Jackson, con cui incise molti album. Da allora, e soprattutto negli anni '90, Brötzmann conquistò una sempre maggiore popolarità negli Stati Uniti.
Insieme al nucleo formato da Ken Vandermark, sassofonista e clarinettista di Chicago, e Mats Gustafsson, sassofonista svedese, formò nel 2002 il trio Sonore. Nel 2004 si unì a Michael Wertmüller, batteria, e Marino Pliakas, basso, formando un trio.
Anche suo figlio, Caspar Brötzmann, divenne musicista. Nella cornice di una registrazione live del Peter Brötzmann Tentet nel 1992 a Wuppertal Caspar partecipò come decimo della formazione. Padre e figlio suonarono assieme anche nell'album Last Home.

## Premi
Nel 2005 fu conferito il premio culturale "Von der Heydt" della città di Wuppertal: già nel 1971 aveva ricevuto una borsa di studio relativa al medesimo premio.
Nel 2021 vinse l'European Film Award for Best Composer insieme a Nils Petter Molvær per il film Große Freiheit.

## Discografia parziale
- Machine Gun (1968, con Willem Breuker, Evan Parker, Fred Van Hove, Peter Kowald, Buschi Niebergall, Han Bennink, Sven-Åke Johansson)
- The End (1971, con Van Hove, Bennink e Albert Mangelsdorff)
- Brötzmann/Van Hove/Bennink (1973)
- 3 Points and a Mountain... Plus (1979, con Misha Mengelberg e Bennink)
- Opened, but hardly touched (1980; con Harry Miller e Louis Moholo)
- Low Life (1987, con Bill Laswell)
- Réservé (1988, con Barre Phillips e Günter Sommer)
- Little Birds Have Fast Hearts (1997, con Toshinori Kondō, William Parker e Hamid Drake)
- Be music, night (2004, con il Chicago Tentet)
- Full Blast (2006, Brötzmann-Pliakas-Wertmüller)
- Berg- und Talfahrt: A Night in Sana'a (2009, con Michael Zerang, Abdul-Aziz Mokrid, Khalid Barkosch, Achmed Al-Khalidy, Ali Saleh, Yasir Al-Absi)
- Solo At Dobialab (2013, Dobialabel)